# 王歆博
王歆博（1988年2月24日—），曾用名王伟龙，出生于青岛，中国足球运动员，司职后卫。

## 职业生涯
1999年王伟龙先在青岛人民路一小接受足球训练，次年进入鲁能足校直到2007年才升入山东鲁能泰山一队，但完全沒有上场机会。
2003年入选中国国少队，并在2004年亚少赛决赛的比赛中头球帮助中国队战胜朝鲜夺冠。之后以主力队员身份参加了2005年秘鲁世少赛。
2007年入选中国国青队，并参加了2008年亚青赛，王伟龙在参加亚青赛的同年转会到中甲球队江苏舜天並在中甲每一轮比赛均有上场，帮助球队夺得中甲冠军成功冲超。王伟龙在球队升上中超后仅获得4次上场机会。
2011年转会南昌衡源，在2011赛季仅获得5次上场机会。
2012年1月，王伟龙曾经试训广东日之泉，并代表广东队出战第34届省港杯，最为人认知是在第二回合互射十二码中，因门将杨智意外受伤，需要临场客串门将一职。但入替后的四轮十二码皆被香港运动员进球，最后广东队失落冠军未能成功卫冕。其后，王伟龙到另一支广东球队深圳红钻试训，曾经一度被深圳队剔出试训球员名单，最终几经波折王伟龙还是以永久转会的方式成功加盟深圳红钻，双方签定了3+1的工作合同。但在中甲仅仅开赛第二轮对上海东亚的比赛中，王伟龙意外受伤右臂骨折错过近半个赛季的比赛。
2012年8月10日，王伟龙正式改名为王歆博，但深圳队仍以王伟龙之名为其注册。
2014年，王伟龙获得深圳队续约三年。